# Malvas
Malvas (en francès Malves-en-Minervois) és un municipi de França de la regió d'Occitània, al departament de l'Aude.